# مونزامبانو (سفينة)
مونزامبانو (بالإيطالية: Monzambano) كانت طراد طوربيد من فئة غويتو تم بناؤها لصالح البحرية الملكية الإيطالية في ثمانينيات القرن التاسع عشر. صُممت السفينة لأداء مهام الاستطلاع والهجوم باستخدام الطوربيدات، في إطار سياسة البحرية الإيطالية آنذاك بتبني استراتيجية الأسطول الصغير ولكن الفعال ضد القوى البحرية الأكبر مثل فرنسا والنمسا-المجر.

## التصميم
كانت مونزامبانو جزءًا من سلسلة من ثلاث سفن من الفئة نفسها، تم بناؤها استنادًا إلى المفهوم القائم على السرعة العالية والتسليح الخفيف، لاستخدامها في هجمات مباغتة. بلغ طول السفينة حوالي 73 مترًا، وعرضها 8 أمتار، مع غاطس بلغ نحو 3.3 أمتار. أُجهزت بمحركين بخاريين يتيحان لها بلوغ سرعة قصوى بلغت 18 عقدة بحرية (33 كم/س).

## التسليح
تسلّحت مونزامبانو بثلاثة أنابيب طوربيد، إضافة إلى عدد من المدافع الخفيفة المضادة للسفن الصغيرة، مما جعلها مناسبة لمهام الاعتراض الساحلي والهجوم على سفن أكبر حجمًا ضمن تشكيلات الأسطول.

## الخدمة
دخلت السفينة الخدمة في عام 1890، وكانت تُستخدم غالبًا في المياه الإقليمية الإيطالية للقيام بدوريات ومهام تدريب. ومع حلول العقد الأول من القرن العشرين، أصبحت تقنيات تصميمها قديمة، وسُحبت من الخدمة في عام 1901.

## الخلفية التاريخية
تعود تسمية السفينة إلى بلدة مونزامبانو الواقعة في شمال إيطاليا، قرب بحيرة غاردا. وقد عكست التسمية التوجه الوطني في تسمية السفن بأسماء مناطق ومدن إيطالية، خصوصًا بعد توحيد البلاد في القرن التاسع عشر.